# Bautista Delguy

a Compétitions nationales et continentales officielles uniquement.

b Matchs officiels uniquement.
Dernière mise à jour le 10 juin 2024.
Bautista Delguy, né le 22 avril 1997 à Remedios de Escalada (en) (Argentine), est un joueur de rugby à XV international argentin évoluant aux postes d'ailier ou d'arrière. Il joue avec l'ASM Clermont en Top 14 depuis 2022.

## Carrière

### En club
Bautista Delguy commence sa carrière en 2016 avec le club amateur de Pucará qui dispute le Tournoi de l'URBA et le Nacional de Clubes,.
En 2018, il rejoint la franchise des Jaguares qui évolue en Super Rugby. Il fait ses débuts en Super Rugby le 17 février 2018 contre les Stormers en tant que remplaçant, avant de connaitre sa première titularisation la semaine suivante contre les Lions, marquant à cette occasion un doublé,. Lors de sa première saison, il inscrit dix essais en quinze rencontres, et prolonge son contrat jusqu'en 2021,,.
Lors de la saison 2019 de Super Rugby, il ne joue que quatre matchs (pour deux essais) avant de se blesser au genou, mettant prématurément fin à sa saison.

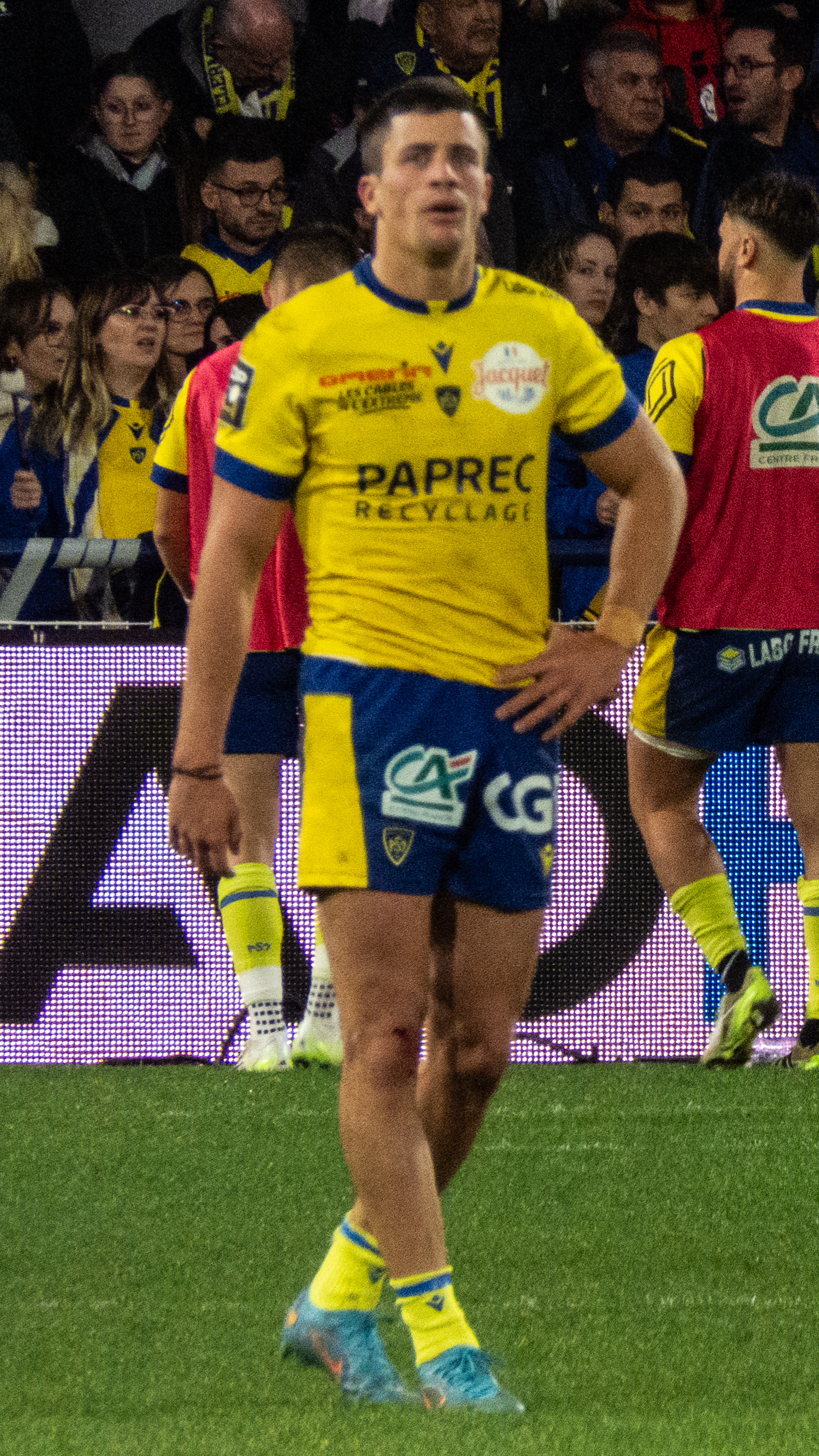
Bautista Delguy sous le maillot clermontois pendant la saison 2023-2024.

En décembre 2020, il rejoint le club français de l'Union Bordeaux Bègles en Top 14 en tant que joueur supplémentaire, pour un contrat portant jusqu'à la fin de la saison en cours.
En juin 2021, il signe un contrat de deux saisons avec l'USA Perpignan, qui vient d'assurer sa remontée en Top 14 pour la saison 2021-2022.
Il quitte toutefois Perpignan au bout d'une saison, et s'engage avec l'ASM Clermont pour un contrat de trois saisons,.

### En équipe nationale
Bautista Delguy a joué avec l'équipe d'Argentine des moins de 20 ans, et dispute les championnats du monde junior en 2016 et 2017,.
Il joue ensuite avec l'équipe nationale réserve d'Argentine (Argentine XV), disputant l'Americas Rugby Championship en 2016 et 2017, ainsi que le Americas Pacific Challenge en 2016 et 2017 également.
Il joue également avec l'équipe d'Argentine de rugby à sept entre 2016 et 2017, disputant six tournois des World Rugby Sevens Series,.
Il obtient sa première cape internationale avec l'équipe d'Argentine le 9 juin 2018 à l’occasion d’un test-match contre l'équipe du pays de Galles à San Juan.
En 2019, il est retenu dans le groupe de 31 joueurs sélectionné par Mario Ledesma pour disputer la Coupe du monde au Japon. Il dispute trois rencontres lors de la compétition, face aux Tonga, à l'Angleterre et les États-Unis.

## Palmarès

### En club
- Finaliste du Super Rugby en 2019 avec les Jaguares.

## Statistiques
Au 28 août 2022, Bautista Delguy compte 23 capes en équipe d'Argentine, dont 21 en tant que titulaire, depuis le 9 juin 2018 contre l'équipe du pays de Galles à San Juan. Il a inscrit 30 points (6 essais).
Il participe à trois éditions du Rugby Championship, en 2018, 2020 et 2021. Il dispute dix rencontres dans cette compétition.